# Cal Gou
Cal Gou és una casa rural del nucli de Sant Serni,al municipi de Torà (Solsonès), inclosa a l'Inventari del Patrimoni Arquitectònic de Catalunya.

## Situació
Sant Serni es troba al nord-est de la vila de Torà, enmig dels camps dels vessants de l'esquerra de la riera de Llanera. A la carretera de Torà a Ardèvol, a 5,7 km. de Torà(41° 49′ 56″ N, 1° 27′ 27″ E / 41.832219°N,1.457389°E) (molt ben senyalitzat) surt el ramal asfaltat que hi porta en 1,5 km.

## Descripció
Es tracta d'una casa rural que se situa dins el nucli urbà de Sant Serni.

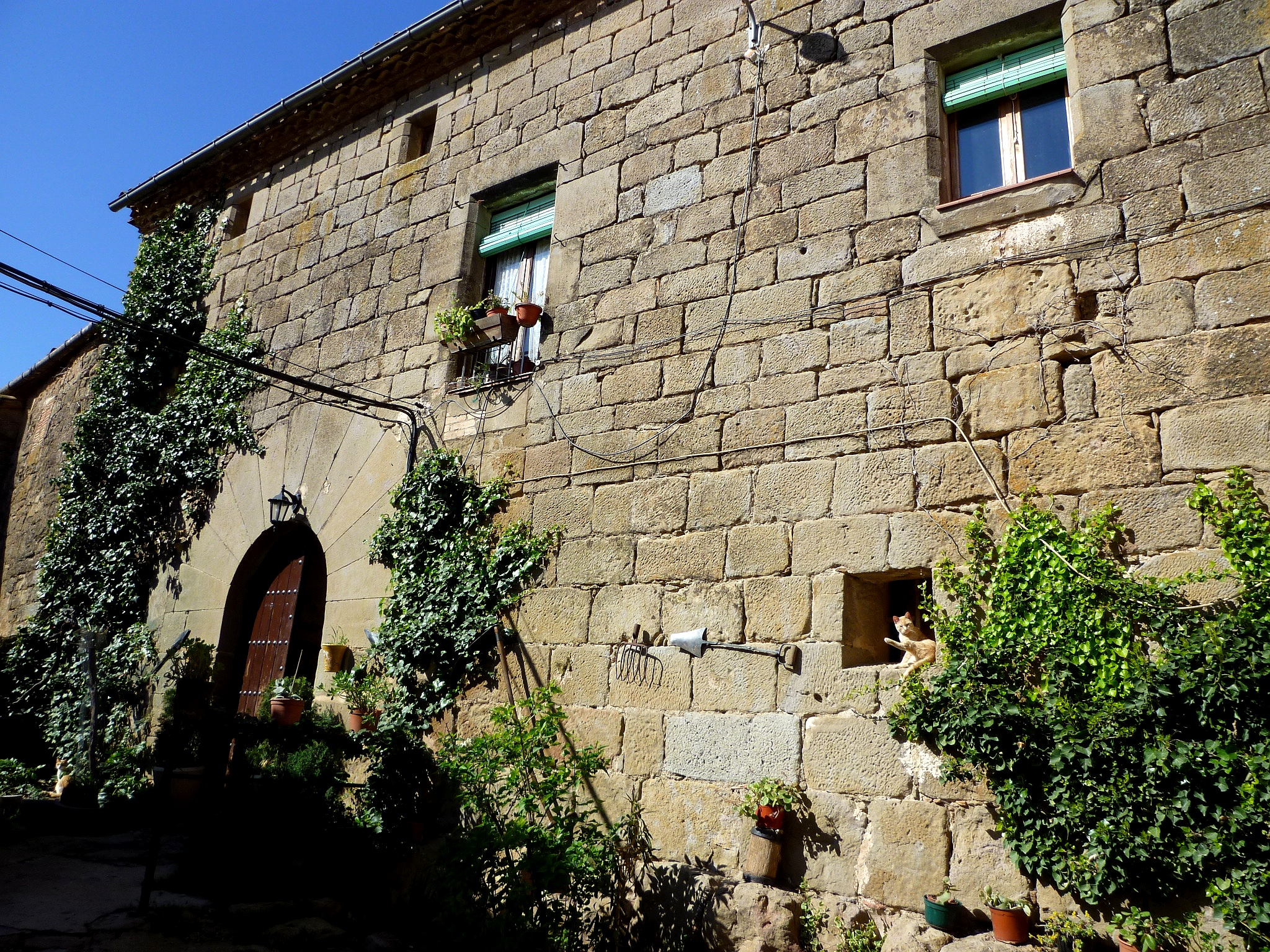
Façana principal

Té diversos coberts annexats, que formen un pas tancat que condueix a una mena de pati interior on es troba la façana principal de la casa. Aquesta consta de quatre façanes i tres plantes. A la façana est, la principal de la casa, hi trobem l'entrada. Té una magnífica porta d'accés en arc de mig punt, a la banda esquerra se situa un petit arc tapiat que correspon a l'altra porta que hi havia en origen, al seu lloc ara hi ha una finestra. A la banda de la dreta hi ha una obertura de dimensions reduïdes, en forma quadrada. A la planta següent hi ha tres finestres, la del centre una reforma la va convertir en un petit balcó. A la darrera planta hi ha tres finestres. Totes les obertures són en pedra ben tallada.
A la façana oest, hi ha tres obertures quadrades que donen a la segona planta. A la següent al centre hi ha un balcó amb barana de ferro, suportat per tres mènsules. A cada costat del balcó hi ha una finestra. L'arrebossat i pintat de la façana no està gaire conservat. A la part superior de la façana, hi ha un requadre amb les inicials i lletres de "P.Q." "1959". La façana sud, està annexada en gran part a Cal Fuster, a la part superior hi ha dues finestres. La façana nord té una ampliació de la casa feta amb totxo. La coberta és de dos vessants (est-oest), acabada amb teules.
Davant de la façana principal a la part dreta, hi ha un altre edifici, construït a principis del segle xx, de caràcter modernista. A la façana nord, hi ha tres grans arcades amb maons, que donen a un porxo on hi ha diverses entrades. A la part superior de la façana, hi ha tres finestres repartides per la façana.
A l'altra banda del patí, hi ha un altre edifici, més rudimentari: l'antiga pallissa que va ser convertida en restaurant el 2004. Hi destaca la gran arcada que hi ha a l'interior.

## Història
La datació aproximada és del segle xvi o XVII però és molt probable que tingui precedents més antics.